# Gentilhombre de boca
El gentilhombre de boca era un antiguo cargo de la corte española relacionado con el servicio de la mesa del soberano. Se encontraba a las órdenes del Mayordomo Mayor.

## Historia

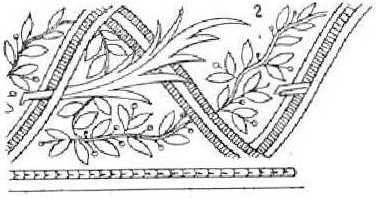
Bordado del uniforme de los gentileshombres de boca en la Guía palaciana (1901).

Como otros muchos empleos de la corte española, tuvo su origen en la adopción por parte de esta de la etiqueta de Borgoña durante el reinado de Juana I y su esposo Felipe I. Era un cargo de alta carga simbólica por su labor de servir al soberano cuando comía en público. 
A pesar de la importancia de sus funciones, eran nombrados miembros de la pequeña nobleza e hidalguía. Hacia 1619 se consideraba la pobreza de esta clase palatina como extrema hasta el punto de señalar que no podrían acompañar a Felipe III a su viaje a Portugal por su precariedad económica.
En 1755 eran doce.
Hacia 1840 el empleo se fusionó con el de acroy o gentilhombre de la casa, dando lugar al gentilhombre de casa y boca.

## Funciones
Sus funciones variaron a lo largo de la existencia del cargo. Entre sus funciones principales se encontraban las siguientes:
- servir la mesa del rey,
- asistir en al rey al comer en público, en número de tres. Uno de ellos ejercía de copero, otro de panetier y otro de trinchante.
- acompañar al rey en las capillas públicas y en otras salidas a iglesias o caballo.
- acompañar al rey a la guerra con cuatro caballos a su costa.[4]

A lo largo del tiempo, conforme se configuró una mayor intimidad del monarca, sus funciones comenzaron a reducirse a puramente ceremoniales. 

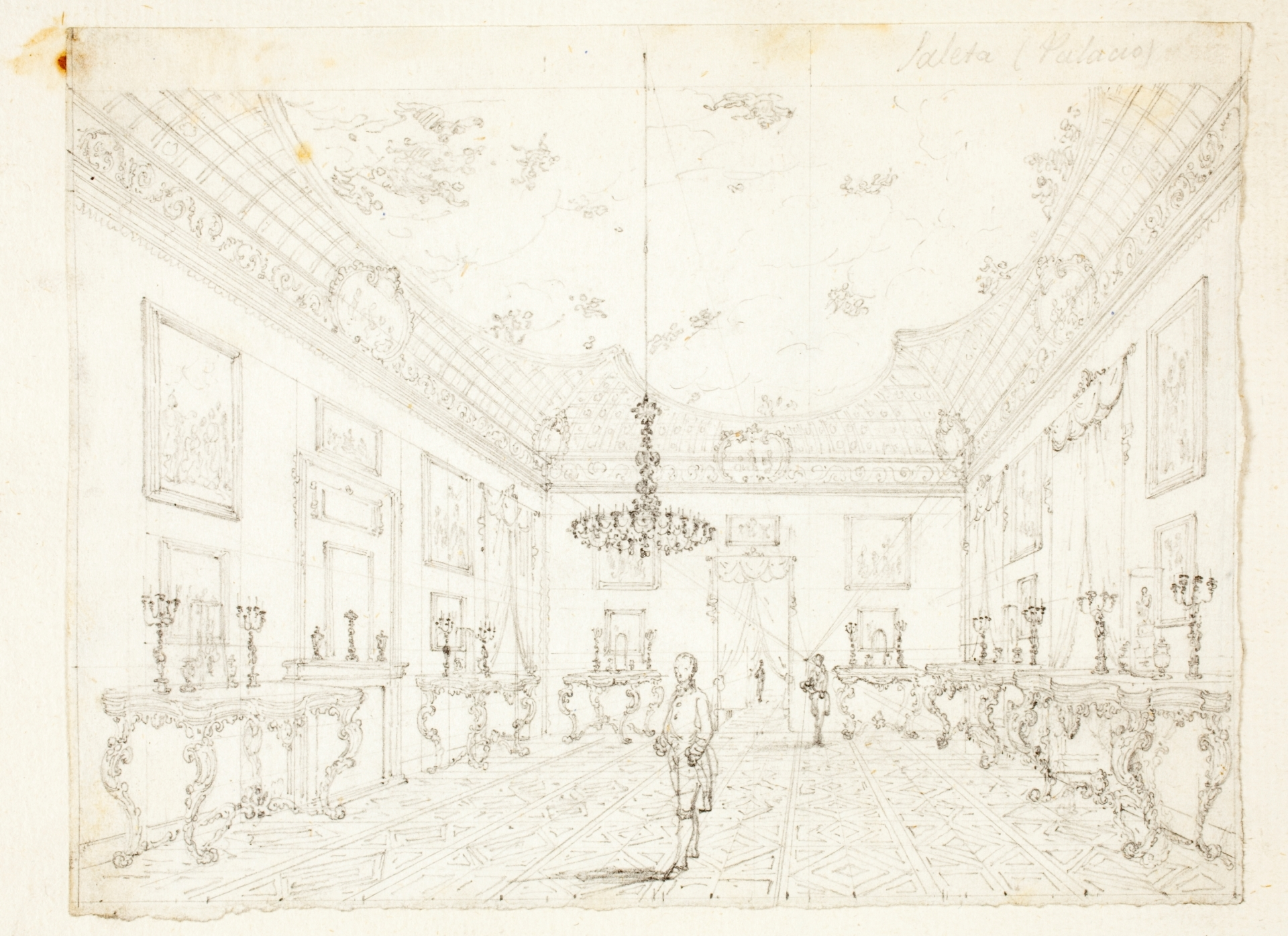
Vista de la Saleta del Palacio Real de Madrid hasta donde tenían entrada los gentileshombres de boca, por Cecilio Pizarro

El cargo era inmediatamente inferior en rango al de mayordomo de semana y dependía como este del mayordomo mayor del rey. Gozaban de distintos derechos en la corte: el de aposento en la corte, el de entrada hasta ciertas salas del Alcázar de Madrid y después, del Palacio Real de Madrid; el de hablar al monarca después de su comida ordinaria (previo aviso) y de acceder a la cámara del rey desde el encendido de las luces vespertinas hasta que el monarca hubiese acabado de cenar. Comían en la mesa destinada para el servicio de boca del rey, que presidía el más antiguo de los gentileshombres de boca si faltaban el mayordomo mayor y el de semana. 
Su número varió a lo largo de su existencia, aunque solían estar divididos en tres clases para poder ejercer en turnos de copero, panetier y trinchante en la mesa del rey. Así, por ejemplo, en 1624 fueron 50, y de 1815 a 1829 fueron 12. 
Su sueldo cambió durante su existencia, así en 1785 cobraban 6.600 reales de vellón y en 1829 cobraban 10.000..

### Individuales
1. ↑  Albadalejo Martínez, María. «Fasto y etiqueta de la Casa de Borgoña. Breves apuntes sobre su origen y evolución.». IMAGINARTE.
2. ↑  Bulas y breves pontificios relativas á la jurisdicción privilegiada de la Real Capilla: Publicadas por la Real Casa. E. de la Riva. 1878. pp. 199-200. Consultado el 29 de noviembre de 2023.
3. 1 2  Sánchez González, Dolores del Mar (2015). «La articulación de los espacios ceremoniales de la Corte durante la regencia de la Reina gobernadora María Cristina de Borbón». Anuario de historia del derecho español (85): 519-547. ISSN 0304-4319. Consultado el 19 de septiembre de 2021.
4. ↑  Hierro, ed. (1734). «Gentilhombre de boca / Gentilhombre de la casa». Diccionario de la lengua castellana ... compuesto por la real academia espanola. p. 45. Consultado el 16 de septiembre de 2021.
5. ↑  López Sánchez, 2017, p. 161.
6. ↑  Reglamento de los individuos de que se han de componer las servidumbres de mi Real Casa y sueldos que han de gozar anualmente. 1785.
7. ↑  López Sánchez, 2017, p. 314.